# Cheilodipterus

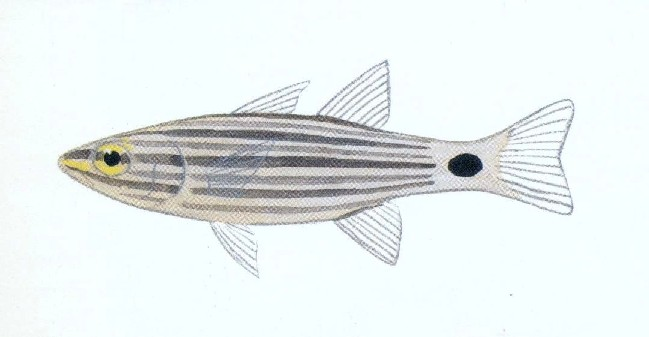
Cheilodipterus artus

Cheilodipterus és un gènere de peixos pertanyent a la família dels apogònids.

## Taxonomia
- Cheilodipterus alleni (Gon, 1993)[2]
- Cheilodipterus arabicus (Gmelin, 1789)[3]
- Cheilodipterus artus (Smith, 1961)[4]
- Cheilodipterus intermedius (Gon, 1993)[2]
- Cheilodipterus isostigmus (Schultz, 1940)[5]
- Cheilodipterus lachneri (Klausewitz, 1959)[6]
- Cheilodipterus macrodon (Lacépède, 1802)[7]
- Cheilodipterus nigrotaeniatus (Smith & Radcliffe, 1912)[8]
- Cheilodipterus novemstriatus (Rüppell, 1838)[9]
- Cheilodipterus octovittatus (Cuvier, 1828)[10]
- Cheilodipterus parazonatus (Gon, 1993)[2]
- Cheilodipterus persicus (Gon, 1993)[2]
- Cheilodipterus pygmaios (Gon, 1993)[2]
- Cheilodipterus quinquelineatus (Cuvier, 1828)[11]
- Cheilodipterus singapurensis (Bleeker, 1859)[12]
- Cheilodipterus subulatus (Weber, 1909)[13]
- Cheilodipterus zonatus (Smith & Radcliffe, 1912)[8][14][15][16][17][18][19]